# Карлуки
Карлуки (ст.-тюрк. 𐰴𐰺𐰞𐰸, Qarluq, перс. خَلُّخ, Khallokh, араб. قارلوق, Qarluq) — кочова тюркська племінна конфедерація, що проживала у сточищі Чорного Іртишу та у горах Тарбагатай — західне відгалуження Алтаю. Вони були також відомі як Гелолу (спрощ.: 葛逻禄; кит. трад.: 葛邏祿; піньїнь: Géluólù). Були тісно споріднені з уйгурами. На честь карлуків найменовано карлуцьку групу тюркських мов, до якої входять також уйгурська, узбецька та ілі-тюркська мова.
Карлуки були відомими як єдина етнічна група з автономним статусом у складі Тюркського каганату та незалежних держав Карлуцького каганату, Караханідської держави та каругідів до того, як вони були поглинені Чагатайським улусом Монгольської імперії.
Їх також називали Уч-Огуз, що означає «Три Племені» — складалися із трьох великих племен, серед яких найчисельнішим було плем'я чигил. Незважаючи на схожість імен, Махмуд аль-Кашгарі писав: "Карлуки — відгалуження кочових тюрок. Вони не є огузами, але є тюрками подібними до огузами

## Етимологія
Пітер Голден, посилаючись на Дюла Немет, припускає, що qarluğ/qarluq можливо означає «сніжний» (від прототуркського *qar «сніг»)[уточнити] [неякісне джерело].

## Історія

### Рання історія
Перша китайська згадка про карлуків (644) позначає їх пов'язними з маніхейським атрибутом: Лев Карлуків («Ши-Гелолу», «ши» означає согдійською «лев»). «Лев» (тур. arslan) Карлуків зберігався до утворення Монгольської імперії.
У ранньому середньовіччі три племені Тюркського каганату утворили союз Уч-Карлук (Три карлуки); спочатку лідер союзу носив титул Ельтебер, пізніше підвищений до Ябгу. Після розколу Каганату близько 600 р. На Західний та Східний каганати, Уч-Карлуки разом з Чуюе (处 月; пізніше Шато 沙陀), Чумі (处 密), Гусу (姑苏) та Біші (畀 失), визнали владу Західно-Тюркського каганату. Після падіння Тюркського каганату, Карлуцька конфедерація згодом включила до свого складу інші тюркські племена, такі як Чигили та Тухсі.
В 630 році китайці захопили Ару-Кагана (китайською Гелу) Східно-Тюркського каганату. Його спадкоємець, «менший хан» Хубо, втік на Алтай із великою частиною людей та 30 000 солдатів. Він завоював карлуків на заході, киргизів на півночі і прийняв титул Ічджу Кюбе-хана. Карлуки мали союз з уйгурами проти Тюркського каганату і брали участь у інтронізації переможного глави уйгурів (Токуз-Огуз). Після цього менша частина карлуків приєдналася до уйгурів і оселилася в горах Богдо-Ола в Монголії, більша частина оселилася в районі між Алтаєм та східним Тянь-Шаном.
В 650 на час їх підкорення китайцям у карлуків було три племени: Moulo (Bulaq?), Chisu (Chigil) або Pofu/Posuo/Suofu (Sebeğ?), й Tashili (Tashlyk?). Офіційно племена карлуків отримали китайські назви як китайські провінції, а їхні очільники отримали китайські державні титули. Пізніше карлуки розселилися від долини річки Керлик по річці Іртиш у західній частині Алтаю до Чорного Іртиша, Тарбагатаю та до Тянь-Шаню.
До 665 року Карлукським союзом керував колишній Куч-Карлук-бей з титулом Кюль-Еркін, пізніше отримав титул "Ябгу" (князь), який мав велике військо. Авангард карлуків залишив Алтай і на початку 8 століття дійшов до берегів Амудар'ї.
Після остаточного завоювання династією Тан регіонів Трансоксанії у 739, були васальною державою. Приблизно в 745 році, і створили нову племінну конфедерацію з племенами уйгурів і басмілів. Вони залишалися в сфері впливу Китаю і активно брали  участь у боротьбі з мусульманською експансією на цю територію, аж до їх відходу від Тан в 751. Китайське втручання у справи Західного Туркестану припинилося після їхньої поразки у Талаській битві в 751 році арабським генералом Зіядом ібн Саліхом. Араби виселили карлуків з Фергани.
В 766 після того, як вони перемогли тургешів у Жетису, карлукцькі племена утворили ханство під владою Ябгу, заснували Суяб і перенесли туди свою столицю. До того часу основна частина племені покинула Алтай, і верховенство у Жетису перейшло до карлуків. Їх правителя з титулом Ябгу часто згадують в Орхонських написах. У текстах Пахлаві один з карлуцьких правителів Тохаристана називався Яббу-Хакан (Ябгу-Каган). Падіння Західно-Тюркського каганату залишило Джетису у володінні тюркських народів, незалежних від арабів та від китайців.